# Rochussen
Rochussen är ett efternamn, som burits av bland andra: 
- Charles Rochussen (1814–1894), nederländsk konstnär
- Jan Jacob Rochussen (1797–1871), nederländsk politiker
- Willem Frederik Rochussen (1832–1912), nederländsk  politiker